# Károly Makk
Károly Makk (Berettyóújfalu, 22 de desembre de 1925 – Budapest, 30 d'agost de 2017) va ser un director i guionista de cinema hongarès. Cinc de les seves pel·lícules van ser nominades a la Palma d'Or al Festival de Canes; tanmateix, va guanyar premis menors a Canes i en altres certàmens.
El 1973 va ser membre del jurat al 8è Festival Internacional de Cinema de Moscou. i l'any següent al Festival Internacional de Cinema de Sant Sebastià 1974. El 1980, va ser membre del jurat al 30è Festival Internacional de Cinema de Berlín. La seva pel·lícula Egy hét Pesten és Budán (2003) va participar al 25è Festival Internacional de Cinema de Moscou. Des del 27 de setembre de 2011 va ser president de l'Acadèmia de Literatura i Arts de Széchenyi.

## Filmografia
- Valahol Európában (1948)
- Gyarmat a föld alatt (1951)
- A képzett beteg (1952)
- Ármány és szerelem (1952)
- A harag napja (1953)
- Simon Menyhért születése (1954)
- Liliomfi (1954)
- A 9-es kórterem (1955)
- Elkésett vőlegény (1955)
- Mese a 12 találatról (1956)
- A harminckilences dandár (1959)
- Ház a sziklák alatt (1959)
- Fűre lépni szabad (1960)
- Megszállottak (1961)
- A szélhámos (1961)
- Elveszett paradicsom (1962)
- Az utolsó előtti ember (1963)
- Öröklakás (1963)
- Mit csinált felséged 3-tól 5-ig? (1964)
- Fájó kritika (1965)
- A távirat (1965)
- A gyűrű (1965)
- Germán vakáció (1967)
- Isten és ember előtt (1968)
- Bolondos vakáció (1968)
- Gyilkosság a műteremben (1969)
- Az ajtó (1969) tv
- Drága barátok (Treue Freunde, 1969)
- 'Beismerő vallomás (1970)
- Szerelem a ládában (1970)
- Szerelem (1971)
- Medveczky Ilona Show (1971)
- Macskajáték (1972)
- Hungária Kávéház (1976-1977)
- Egy erkölcsös éjszaka (1977)
- Philemon és Baucis (1978)
- Drága kisfiam (1978)
- A bolond lány (1980)
- A téglafal mögött (1980) tv
- Két történet a félmúltból (1980)
- Egymásra nézve (1982)
- A vadász (Die Jäger; 1982)
- Vendéglátás (1982)
- Játszani kell (1984)
- Az utolsó kézirat (1987)
- Magyar rekviem (1991)
- A szerelem (1991) tv
- Egy tubarózsa (1994) tv
- Eine Mutter kämpft um ihren Sohn (1994)
- A Vörös bestia (1995)
- Szeressük egymást gyerekek! (1996)
- A játékos (1997)
- Waterloo-i győzelem (2000)
- Rejtélyes viszonyok (2002)
- Garas Dezső-portré (2002)
- A boldogság felé indultam én… (2002)
- Egy hét Pesten és Budán (2003)
- Lili (2003) tv
- Boldog napok, hulló csillagok (2006)
- Galopp a Vérmezőn (2006)
- Márió, a varázsló (2007)
- Para (2008) -
- In memoriam Bacsó Péter (2009)
- Így, ahogy vagytok (2010)